# Пим, Кэтрин
Кэтрин Айрин Пим (англ. Catherine Irene Pym; 9 августа 1921 — 28 марта 2018) — австралийская фехтовальщица, рапиристка, выступавшая за сборную Австралии по фехтованию в конце 1940-х — начале 1950-х годов. Обладательница бронзовой медали Игр Содружества, победительница соревнований национального и регионального уровня, участница летних Олимпийских игр в Хельсинки.

## Биография
Родилась 9 августа 1921 года в Стратфилде, пригороде Сиднея, штат Новый Южный Уэльс, Австралия. Её отец Джулиус Тиндолл Пим был новозеландцем, а мать Айрин Тутелл — англичанкой. Кэтрин была одной из трёх дочерей своих родителей.
С юных лет увлекалась спортом, в школьные годы пробовала себя во многих дисциплинах, в том числе в теннисе, плавании, нетболе. Заниматься фехтованием начала сразу по окончании школы, позже преподавала в одном из спортивных клубов Сиднея. Проходила подготовку в Новой Зеландии и Австралии, а после Второй мировой войны в 1947 году отправилась повышать квалификацию во Франции. В 1949 году вернулась на родину и сразу стала чемпионкой штата Новый Южный Уэльс в индивидуальной рапире.
Одним из самых успешных сезонов в спортивной карьере Пим оказался сезон 1950 года, когда она вновь победила на первенстве штата, вошла в основной состав австралийской национальной сборной и побывала на Играх Британской империи в Окленде, откуда привезла награду бронзового достоинства, выигранную в личном первенстве рапиристок — уступила только англичанке Мэри Глен-Хейг и новозеландке Патрисии Вудрофф (это была первая медаль, завоёванная австралийскими фехтовальщицами на Играх Содружества).
Благодаря череде удачных выступлений удостоилась права защищать честь страны на летних Олимпийских играх 1952 года в Хельсинки, однако уже на предварительном этапе женской индивидуальной рапиры потерпела поражение в четырёх из пяти поединков и сразу же выбыла из борьбы за медали, расположившись в итоговом протоколе соревнований на 30 строке.
Вскоре по окончании хельсинкской Олимпиады приняла решение завершить спортивную карьеру и в 1954 году вышла замуж за Алана Онслоу, с которым впоследствии много путешествовала по разным странам, проживала в Азии, США, Кении. Родила троих дочерей. В будущем работала спортивным учителем.
Умерла 28 марта 2018 года в возрасте 96 лет.